# Pariana carvalhoi
Pariana carvalhoi är en gräsart som beskrevs av R.P.Oliveira och Longhi-wagner. Pariana carvalhoi ingår i släktet Pariana och familjen gräs. Inga underarter finns listade i Catalogue of Life.